# 圣地 (地区)
聖地（英語：Holy Land）是大致位於地中海和約旦河東岸之間的一個地區，傳統上是《聖經》中的以色列地和巴勒斯坦地區的同義詞。今天，「聖地」一詞通常指大致相當於現代以色列和巴勒斯坦國的領土。猶太人、基督徒、穆斯林和巴哈伊教徒都視該地區為神聖（之地）。
這片土地的部分意義源自於耶路撒冷（猶太教的聖城，也是第一聖殿和第二聖殿的所在地）的宗教意義，以及它作為《聖經》大部分內容的背景的歷史意義，即當地是耶穌的事工的發生地、麥加天房出現之前的第一個朝拜地點、伊斯蘭教的夜行登霄事件發生地，也是巴哈伊信仰中最受尊敬的朝聖地。
這片土地作為基督徒朝聖的目的地的神聖性促成十字軍東征的發動，歐洲基督徒試圖從穆斯林手中奪回聖地，因為穆斯林於公元630年自東羅馬帝國奪取當地的控制權。在19世紀時，當地成為外交爭論的主題，因為當地在導致1850年代克里米亞戰爭的近東問題中發揮作用。
當地許多遺址長期以來一直是亞伯拉罕宗教信徒的朝聖目的地，包括猶太人、基督徒、穆斯林和巴哈伊教徒。朝聖者造訪聖地是為了親自觸摸和目睹他們信仰的實體體現，以集體興奮來確認他們在神聖背景下的信仰。